# Park Ji-sung
Park Ji-sung (hangul: 박지성), född 25 februari 1981 i Seoul i Sydkorea, är en sydkoreansk före detta fotbollsspelare som spelade för bland annat Manchester United i Premier League 2005-2012 och representerade Sydkoreas landslag  2001–2011. Han sägs vara den största asiatiska fotbollsspelaren någonsin. Han är den första asiaten att ha vunnit Champions League och den första asiaten att ha spelat i en Champions League-final. Den 14 maj 2014 meddelade Park att han slutar med fotbollen. Han var fram tills 2011 lagkapten för Sydkoreas landslag.

## Karriär
Park Ji-sung flyttade till Suwon medan han var ett spädbarn. Han tillbringade sin barndom i Suwon tills han återvände till Seoul för att studera på Myongji University.
Han började spela fotboll när han var elva år gammal och när han tog examen sökte han efter proffskontrakt. Det var dock svårt att få tag på då många tyckte att han var för liten och faktumet att han var plattfotad gjorde inte saken bättre. Han sökte då iställe för att spela fotboll på något universitet och hamnade till slut på Myongji efter att hans highschooltränare rekommenderade honom till universitetets tränare. Under hans tid på universitetet fick han ett proffserbjudande från Kyoto Purple Sanga i Japan, där han sedan spelade mellan 2000 och 2003.

### Landslagskarriär
Park påbörjade sin landslagskarriär bara 19 år gammal, som defensiv mittfältare. Han gjorde sin internationella debut i sommar-OS 2000 i U23-landslaget. Utöver honom fanns också Lee Chun-soo och Lee Dong-gook i truppen. Han fick svårt att visa sin potential för sin dåvarande tränare Huh Jung-moo och han hade små chanser att ta sig in i seniorlandslaget. När Guus Hiddink tog över som huvudtränare fick Park istället spela som vänsteryttermittfältare och sedan dess har Park blivit en mångsidig spelare som kan spela i princip var som helst på mittfältet.
Park gjorde ett minnesvärt mål under VM 2002; i gruppspelet hade Sydkorea vunnit deras första match mot Polen och spelat oavgjort mot USA. För att gå vidare från gruppen var de tvungna att spela oavgjort eller vinna mot Portugal. Det stod 0–0 fram till 70:e minuten och Portugal hade fått två spelare utvisade när Park gjorde det matchvinnande målet på volley efter att ha tagit ner en passning med bröstet. Hans mål eliminerade Portugal ur turneringen och tog Sydkorea till slutspel för första gången i historien.
Hans framgångar i VM fortsatte 2006 i Tyskland. Han gjorde kvitteringsmålet i andra matchen i grupp G mot de blivande finalisterna Frankrike och röstades fram till matchens spelare. Mellan de två VM-finalerna spelade Park i alla landskamper för Sydkorea. Park avslutade sin landslagskarriär efter Asiatiska mästerskapen 2011 för att lägga allt krut på Manchester United FC.

### Kyoto Purple Sanga
Parks första proffskontrakt var med J. Leagues Kyoto Purple Sanga och påbörjades 2000. Han var den förste sydkoreanen att någonsin gå direkt till J. League utan att ta vägen via koreanska K. League. 2001 vann klubben division 2 och flyttades upp till division 1. 2002 ledde Park laget till finalen av Emperor's Cup och gjorde kvitteringsmålet på nick i finalmatchen. Laget vann matchen med 2–1 och blev mästare i cupen för första gången i klubbens historia. Han lämnade J. League efter VM 2002.

### PSV Eindhoven
Innan VM 2002 blev Guus Hiddink ny tränare för nederländska PSV Eindhoven. 2003 flyttade Park Ji-sung och landsmannen Lee Young-Pyo till klubben för att spela för deras f.d. landslagstränare. Lee tog snart en plats i startelvan medan Park fick större svårigheter p.g.a. skador.
I slutet av säsongen 2003/2004 började Park vänja sig vid Nederländerna, både på och av fotbollsplanen. Under nästföljande säsong fick Park större chanser att spela från start då Arjen Robben flyttade till engelska Chelsea och han visade snart att han var värd platsen. Tillsammans med Johann Vogel, Mark van Bommel och Philip Cocu utgjorde Park stommen i PSV:s mittfält. Höjdpunkten i hans PSV-karriär kom då han gjorde det första målet mot italienska AC Milan i Champions League-semifinalen. PSV vann hemma med 3–1 men förlorade med 0–2 borta vilket tog Milan till finalen tack vare flest bortamål.

### Manchester United FC
I slutet av säsongen 2004/2005 var det många engelska och italienska talangscouter som hade ögonen på Park, varav de mest intresserade ska ha varit Chelsea och Manchester United. Han valde att spela för Alex Fergusons Manchester United som hade imponerats av Parks livliga spelstil och snabba tempo. 22 juni 2005 skrev han på kontraktet värt fyra miljoner brittiska pund. Hans arbetstillstånd nekades till en början men ändrades 5 juli efter en överklagan av Manchesterklubben.
Som väntat imponerade Park under både försäsongen såväl som i första matchen för säsongen mot Everton med hans ständiga tryck mot motståndarna vilket kan ha bidragit till att Ferguson valde att ta med honom i matchen mot Aston Villa 20 augusti istället för andra spelare som Ryan Giggs och Cristiano Ronaldo. Aston Villa hade bara tre skott på mål besegrades med 1–0 efter ett mål av Ruud van Nistelrooy.
Under Manchesters hemmamatch mot Tottenham ersattes lagkaptenen Giggs av Park med nio minuter kvar av matchen, varpå Park fick ta emot kaptensbindeln. Det väntades att han skulle ge bindeln till någon mer erfaren som exempelvis Paul Scholes men valde att själv bära den under matchens sista minuter. Han blev i och med det den förste asiatiske spelaren att vara kapten för Manchester United.
Parks första mål för Manchester United kom 20 december 2005 i en 3–1-vinst mot Birmingham i kvartsfinalen av engelska ligacupen. Hans första Premier League-mål gjordes 4 februari 2006 då man besegrade Fulham på hemmaplan. Dock ansåg Premier Leagues Dubious Goals Panel att det var ett självmål p.g.a. en vinkling av bollen på en av Fulhams försvarare. Parks första officiella mål kom mot Arsenal 9 april då Manchester vann med 2–0 på hemmaplan.
11 augusti 2006 meddelade Manchester United att Park hade förlängt sitt kontrakt med klubben fram till 2010. Ferguson kommenterade Parks hängivenhet till klubben med orden "Ji-sung har haft ett imponerande första år och jag är glad att ha säkrat honom åtminstone till slutet av decenniet."
9 september 2006 skadade Park ena vristen i 1–0-vinsten mot Tottenham Hotspur och BBC Sports rapporterade att han inte skulle kunna spela på tre månader. Park återvände från skadan 17 december till matchen mot West Ham som man förlorade med 0–1.
13 januari 2007 spelade Park en stor roll i 3–1-vinsten mot Aston Villa då han gjorde två assist – en till Cristiano Ronaldo och en till Michael Carrick – och gjorde ett mål på egen hand. 10 februari spelade han återigen en viktig roll för United då de besegrade Charlton med 2–0 där han skapade chanser och gjorde sitt andra ligamål för säsongen. 17 mars gjorde han två av fyra mål mot Bolton då man vann med 4–1. 30 mars gjorde han återigen ett mål och en assist då man besegrade Blackburn Rovers på hemmaplan. Han gjorde även en assist till Ole Gunnar Solskjær.
I april 2007 skickades Park till USA för att operera en återkommande knäskada vilket satte punkt för hans säsong. Trots att han under större delen av säsongen hade irriterats av skadan blev han den förste koreanske spelaren att vinna Premier League. Han väntades återvända i januari 2008 men spelade redan annandag jul 2007 mot Sunderland då han ersatte Ronaldo i 57:e minuten av matchen som vanns med 1–0. Han gjorde sin första match från start efter skadan 1 januari 2008 i Premier League-matchen mot Birmingham City.

### Queens Park Rangers FC
Den 9 juli 2012 bekräftade Man United att Park Ji-Sung kommer att lämna United efter 7 år och spela för Queens Park Rangers.

## Årets asiatiske fotbollsspelare
2005 ansågs Park vara storfavorit till att vinna "årets asiatiske fotbollsspelare". Chansen såg dock ut att gå förlorad då AFC meddelade att nominerade spelare som inte kom till galan i Kuala Lumpur i Malaysia skulle diskvalificeras. Detta skapade tumult i Asien, speciellt då andra favoriter som Japans Shunsuke Nakamura och Irans Ali Karimi inte heller kunde dyka upp.
Den officiella ceremonin hölls 30 november 2005 – exakt samma dag som Manchester United spelade en ligacupsmatch mot West Bromwich Albion. Park stod inför ett svårt beslut och valde att strunta i utmärkelsen och spelade matchen istället. Medan ceremonin pågick spelade Park matchen som tog Manchester till kvartsfinal genom en 3–1-vinst. Engelsk och koreansk media kritiserade starkt AFC för att ha uteslutit Park på grund av detta.  

## Meriter
Kyoto Sanga FC
- J.League division 2: 2001
- Mest värdefulla spelare i J. League division 2: 2001
- Kejsarens Cup: 2002
- Mest värdefulla spelare i Emperor's Cup: 2002
- J. Leagues bästa elva: 2001, 2002

 PSV Eindhoven
- Eredivisie: 2004/2005
- Eredivisie bästa elva: 2004/2005
- KNVB Cup: 2005
- Mest värdefulla spelare i KNVB-cupen: 2005

 Manchester United
- Engelska Ligacupen 2005/2006, 2009/2010.
- Community Shield 2007, 2008.
- Premier League 2006/2007, 2007/2008, 2008/2009, 2010/2011
- Uefa Champions League 2008

 Sydkorea
- Fjärdeplats i VM: 2002

Personliga meriter
- En av fem nominerade till bästa anfallare i UEFA Club Football Awards 2005.
- En av femtio nominerade till bästa fotbollsspelare i Europa 2005.
- FIFA:s bästa asiatiska fotbollsspelare i Europa 2007